# James Williams
James Ralph Williams (Penarth, Bro Morgannwg, 28 de juliol de 1878 – Cardiff, 21 de desembre de 1929) va ser un jugador d'hoquei sobre herba gal·lès que va competir a principis del segle xx.
El 1908 va prendre part en els Jocs Olímpics de Londres, on va guanyar la medalla de bronze en la competició d'hoquei sobre herbal, com a membre de l'equip gal·lès.